# Moritz Leitner
Moritz Leitner (München, 8 december 1992) is een Duits-Oostenrijks voetballer die doorgaans als middenvelder speelt. Hij verruilde Norwich City in augustus 2021 voor FC Zürich.

## Clubcarrière
Leitner stroomde in augustus 2010 door vanuit de jeugd van TSV 1860 München. Hiervoor speelde hij dat jaar tien wedstrijden in de 2. Bundesliga.
Borussia Dortmund nam Leitner in januari 2011 over en verhuurde hem direct voor de rest van het seizoen aan FC Augsburg, dan ook actief in de 2. Bundesliga. Een seizoen later debuteerde hij in het eerste van Dortmund zelf, in de Bundesliga. Hierin speelde Leitner in twee jaar 42 wedstrijden. In het eerste seizoen werd hij landskampioen met Dortmund, het jaar erna tweede. Ook won hij in het seizoen 2011/12 de DFB-Pokal met de club. Hieraan droeg hij in twee bekerwedstrijden bij. Leitner debuteerde in het seizoen 2011/12 voor Dortmund in de UEFA Champions League, waarin hij die jaargang drie keer in actie kwam. Toen Dortmund een jaar later de finale daarvan haalde, had hij in vier wedstrijden een aandeel. Tijdens zowel de finale van de Duitse beker als die van de Champions League zat hij de hele wedstrijd op de reservebank.
Dortmund verhuurde Leitner op 14 juni 2013 voor twee seizoenen aan VfB Stuttgart. Hiermee eindigde hij in die tijd met een vijftiende en een veertiende plaats telkens net boven de degradatiestreep in de Bundesliga. In het seizoen 2013/14 speelde hij in het shirt van Stuttgart zijn eerste twee wedstrijden in de UEFA Europa League.
In 2016 tekende hij bij SS Lazio. Op de slotdag van de transfermarkt op 31 januari 2017 tekende Leitner bij FC Augsburg. De club waar hij zes seizoenen eerder ook al voor speelde.

## Interlandcarrière
Leitner speelde één jeugdinterland voor Oostenrijk in 2008, waarna hij voor de Duitse nationale jeugdselecties koos.

## Erelijst
| Competitie            |                   |                   |                   |                   |
| Competitie            | Aantal            | Jaren             |                   |                   |
| Borussia Dortmund     | Borussia Dortmund | Borussia Dortmund | Borussia Dortmund | Borussia Dortmund |
| --------------------- | ----------------- | ----------------- | ----------------- | ----------------- |
| Kampioen Bundesliga   | 1x                | 2011/12           |                   |                   |
| Winnaar DFB-Pokal     | 1x                | 2011/12           |                   |                   |
| Norwich City          |                   |                   |                   |                   |
| Kampioen Championship | 1x                | 2018/19           |                   |                   |

1 Kostadinović ·
2 Kamberi ·
3 Guerrero ·
4 Omeragić ·
6 Aliti ·
7 Krasniqi ·
8 Janjičić ·
9 Ceesay ·
10 Marchesano ·
11 Koide ·
14 Buschman-Dormond ·
15 Aiyegun ·
16 Hornschuh ·
17 Reichmuth ·
18 Kramer ·
19 Boranijašević ·
20 Doumbia ·
21 Džemaili ·
22 Gnonto ·
23 Rohner ·
24 Ćorić ·
25 Brecher  ·
26 Khelifi ·
29 Pollero ·
31 Kryeziu ·
33 Seiler ·
34 De Nitti ·
36 Frei ·
39 Gogia ·
42 Wallner ·
78 Leitner ·
Coach: Breitenreiter